# Gmina Neum
Gmina Neum (boś. Općina Neum) – gmina w Bośni i Hercegowinie, w kantonie hercegowińsko-neretwiańskim. W 2013 roku liczyła 4653 mieszkańców.